# Stanley County
Stanley County ist ein County in South Dakota, den Vereinigten Staaten. Es ist nach dem Major General David S. Stanley der Unionsarmee benannt. Die einzige Stadt ist Fort Pierre, in der sich auch der County Seat befindet. Die Ortszeit ist UTC: +7 Stunden. Das U.S. Census Bureau hat bei der Volkszählung 2020 eine Einwohnerzahl von 2980 ermittelt. Der Sitz der Countyverwaltung (County Seat) ist in Fort Pierre.

## Geschichte

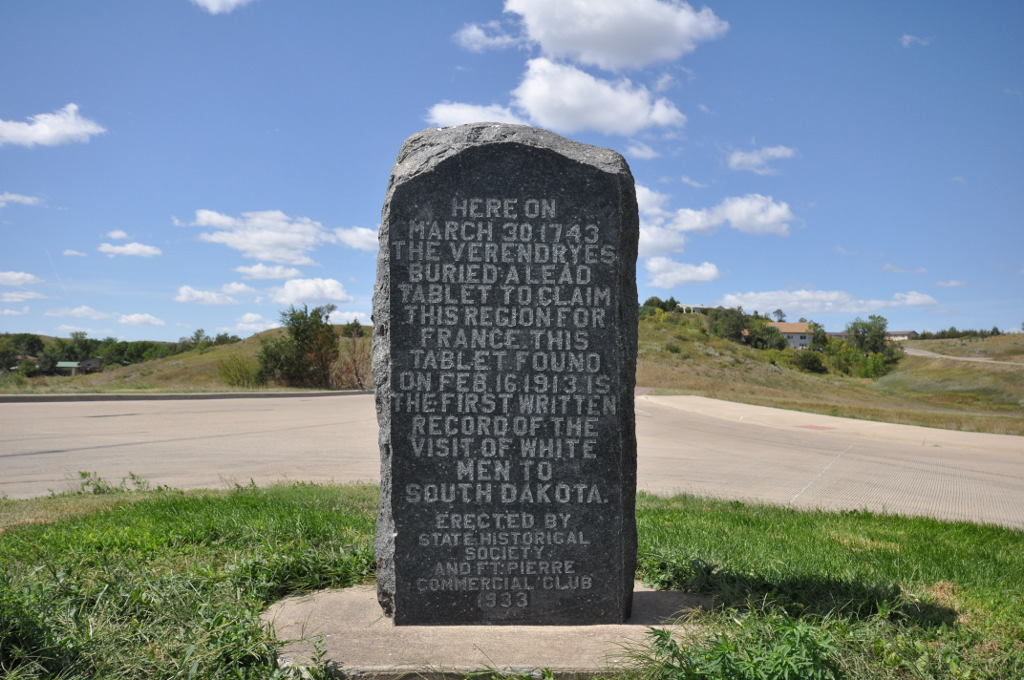
Verendrye Site (2017)

Zwei Orte im County haben den Status einer National Historic Landmark, das Fort Pierre Chouteau und die Verendrye Site. Zwölf Bauwerke und Stätten des Countys sind im National Register of Historic Places (NRHP) eingetragen (Stand 9. August 2018).

## Altersstruktur
| Bevölkerung | Jahre   | Anteil |
| ----------- | ------- | ------ |
| unter       | 18      | 27,1 % |
| von         | 18 – 24 | 7,1 %  |
| von         | 25 – 44 | 28,2 % |
| von         | 45 – 64 | 26,6 % |
| über        | 65      | 11,0 % |

## Geographie
Der Bezirk hat eine Fläche von 3929 Quadratkilometern; davon sind 191 Quadratkilometer (4,86 Prozent) Wasserflächen. Die angrenzenden Countys im Uhrzeigersinn sind: Dewey County, Sully County, Hughes County, Lyman County, Jones County und Haakon County.

### Hauptstraßen
- U.S. Highway 14
- U.S. Highway 83
- South Dakota State Route 34
- South Dakota State Route 63
- South Dakota State Route 1806

## Städte und Gemeinden
- Fort Pierre

### Census-designated places
- Lower Brule
- North Stanley
- South Stanley